# Otiothops walckenaeri
Otiothops walckenaeri är en spindelart som beskrevs av MacLeay 1839. Otiothops walckenaeri ingår i släktet Otiothops och familjen Palpimanidae. Inga underarter finns listade i Catalogue of Life.